# Pseudargyrotoza aeratana
Pseudargyrotoza aeratana är en fjärilsart som beskrevs av Julius Thomas von Kennel 1910. Pseudargyrotoza aeratana ingår i släktet Pseudargyrotoza och familjen vecklare. Inga underarter finns listade i Catalogue of Life.